# 锺芳
锺芳（1476年—1544年），榜姓黄，后奏复原姓，字仲實，號筠溪，廣東崖州高山所（今屬海南省三亞市）人，明朝政治人物、學者。正德戊辰进士，官至戶部侍郎。

## 生平
鍾芳幼年喪母，寄居外親黃家撫養，故姓黃。其自幼聰穎好學，十歲入崖州州學，師從學者紀綱正。弘治十四年（1501年），鍾芳在辛酉科廣東鄉試高中第二名舉人。正德三年（1508年），登戊辰科进士。改翰林院庶吉士，正德四年（1509年），授翰林院編修，正德五年（1510年）八月以劉瑾党羽被调外任，贬直隸宁国府推官，历福建漳州府同知，升至南京户部员外郎，轉吏部稽勳司郎中、吏部考功司郎中。
正德十六年（1521年）正月，升浙江提学副使。嘉靖二年（1523年）五月，升广西右参政，六年十一月，升江西右布政使，嘉靖九年（1530年）七月升南京太常寺卿，十一年四月升南京兵部右侍郎，十二月改官户部右侍郎、总督仓场。嘉靖十二年（1533年）奏請復姓鍾，十三年七月致仕。迁居原籍琼山县養老。嘉靖二十三年（1544年）十一月卒於家，贈都察院右都御史，賜祭葬如例。

## 著作
锺芳著作甚豐，有哲学著作《春秋集要》《学易疑义》，文学著作《筠溪先生诗文集》，史学著作《皇极经世图》《春秋集要》（12卷）和《钟筠溪家藏集》（30卷）。其餘有《续古今经要》《少学广义》《养生经要》等行世。曾編《崖州志略》。

## 墓葬
鍾芳墓在今海口市秀英区东山镇钟宅坡，1968年被毀。钟氏裔孙于1989年重修。

## 家族
曾祖黄崇。祖黄成。父黄明。前母郭氏，母彭氏，继母杨氏。慈侍下，兄甦、弟英、華。
子允謙，嘉靖進士，官至萊州知府。